# Fahranfängerfortbildungsverordnung
Die Fahranfängerfortbildungsverordnung (FreiwFortbV) vom 16. Mai 2003 ermöglichte es Inhabern einer Fahrerlaubnis der Klasse B auf Probe, ihre Probezeit um ein Jahr zu verkürzen.

## Inhalt
§ 1 erlaubte den Bundesländern Fortbildungsseminare für Inhaber einer Fahrerlaubnis auf Probe der Klasse B einzuführen.
§ 2 bestimmte, dass Inhaber der Fahrerlaubnis auf Probe der Klasse B, deren Probezeit noch nicht abgelaufen war, im Land ihres Wohnsitzes an einem Fortbildungsseminar teilnehmen durften, sofern sie am Tag des Seminarbeginns mindestens sechs Monate Inhaber der Fahrerlaubnis der Klasse B waren.
§ 3 legte Teilnehmerzahl, Inhalt und Umfang des Fortbildungsseminars fest.
§ 4 regelte die Anforderungen, die an Seminarleiter und Moderatoren für die praktischen Sicherheitsübungen gestellt wurden.
§ 5 bestimmte, dass der Seminarleiter den Teilnehmern des Fortbildungsseminars eine Teilnahmebescheinigung auszustellen hatte, sofern dieser ihm eine vom Moderator für die praktischen Sicherheitsübungen ausgestellte Bescheinigung über die Teilnahme an den  praktischen Sicherheitsübungen vorlegen konnte. Wenn der Seminarteilnehmer einwilligte, übermittelte der Seminarleiter ein Doppel der Teilnahmebescheinigung an die Bundesanstalt für Straßenwesen.
§ 6 regelte die Evaluation der Fortbildungsseminare durch die Bundesanstalt für Straßenwesen.
§ 7 bestimmte, dass sich bei Vorlage der Teilnahmebescheinigung bei der Fahrerlaubnisbehörde die Probezeit um ein Jahr verkürzte, wobei diese nicht vor Ablauf des Tages endete, an dem die Bescheinigung vorgelegt wurde.
§ 8 regelte die Zuständigkeit für die Durchführung der Verordnung.
§ 9 wurde nachträglich durch die Verordnung zur Änderung von Verordnungen über die Fahranfängerfortbildung vom 18. Dezember 2009 eingefügt. Er bestimmte, dass die Verordnung am 31. Dezember 2010 außer Kraft trat, nachdem ursprünglich in Artikel 3 der Verordnung über die freiwillige Fortbildung von Inhabern der Fahrerlaubnis auf Probe und zur Änderung der Gebührenordnung für Maßnahmen im Straßenverkehr vom 16. Mai 2003 festgelegt worden war, dass die Fahranfängerfortbildungsverordnung mit Ablauf des 31. Dezember 2009 außer Kraft treten sollte.

## Hintergrund
Die Fahranfängerfortbildungsverordnung wurde mit dem Ziel erlassen, durch Stärkung des Verantwortungsbewusstseins im Straßenverkehr die besonderen Unfallrisiken von Fahranfängern zu senken. Die Bundesanstalt für Straßenwesen stellte im Rahmen der Evaluation fest, dass von 2004 bis 2008 jährlich weniger als ein Prozent derjenigen Fahranfänger, denen eine Fahrerlaubnis der Klassen B bzw. BE erteilt worden war, an einem Fortbildungsseminar teilnahmen.